# Diana Wynne Jones
Cet article concerne une auteure britannique de romans fantastiques. Pour la chanteuse américaine de country, voir Diana Jones.
Pour les articles homonymes, voir Jones.
Œuvres principales
- Série Chrestomanci (1977-2006)
- Le Château de Hurle (1986)
- Le Château des nuages (1990)

Diana Wynne Jones, née le 16 août 1934 à Londres et morte le 26 mars 2011 à Bristol, est une autrice britannique de romans fantastiques pour enfants et adultes.

## Biographie
Diana Wynne Jones est née à Londres de parents enseignants et est l'aînée de trois sœurs. Bien que dyslexique, elle est bonne élève à l'école et elle s'intéresse à la lecture. Elle décide tôt de devenir écrivain et commence à 13 ans à écrire des histoires pour ses sœurs.
Diana Wynne Jones rentre à St Anne's College d'Oxford en 1953 pour étudier l'anglais, notamment auprès des auteurs-professeurs C. S. Lewis et J. R. R. Tolkien.
En 1956, elle se marie à John Burrow avec qui elle aura trois fils.
Elle meurt d'un cancer le 26 mars 2011, à 76 ans.

## Œuvres
Diana Wynne Jones a écrit une trentaine de livres, majoritairement des romans de fantasy qui sont édités en traduction française par les éditions Gallimard et Ynnis.
Ses deux séries, Dalemark mais surtout Chrestomanci, à la fin des années 1970 sont considérées comme un nouvel élan pour le sous-genre de la fantasy pour la jeunesse. Les chercheurs affirment que son écriture est celle du renouveau, autant dans ses sujets que dans sa manière de concevoir la littérature fantasy. Elle innove par ses stratégies narratives et en s'éloignant des utilisations classiques des sources mythologiques et des œuvres canoniques. Elle puise notamment de nouvelles inspirations dans la mythologie arabe et les Contes des Mille et Une Nuits pour Le château des nuages. Elle met en scène des histoires de révolutions et rébellions contre le pouvoir en place, la renaissance de cités ou empires tombés. Certains de ces récits proposent aussi une réflexion sous-jacente sur le colonialisme et l'impérialisme (Le Terrible Seigneur des Ténèbres).
Elle meurt en laissant inachevé son roman The Island of Chaldea. Sa sœur Ursula - elle aussi autrice de littérature jeunesse - est chargée de finir ce livre à partir du manuscrit laissé par Diana. Elle a fait en sorte de suivre au plus près le style de Diana et d'assurer l'unité du livre pour que l'on ne puisse sentir de différence d'écriture. The Island of Chaldea, le dernier livre de Diana Wynne Jones est finalement publié en 2014 par Harper Collins Children's Books et n'a pas à ce jour de traduction française.
Outre les nombreux prix gagnés par ses livres, elle a reçu, pour l'ensemble de son œuvre, le prix pour Life Achievement décerné par la World Fantasy Convention en 2007.

### SérieMagids
1. (en) Deep Secret, 1997
2. La Conspiration Merlin, Baam !, 2008 ((en) The Merlin Conspiracy, 2003), trad. Laurence Kiéfé, 570 p.  (ISBN 978-2-290-00236-0)

### SérieLa Trilogie de Hurle
1. Le Château de Hurle, Le Pré aux clercs, 2002 ((en) Howl's Moving Castle, 1986), trad. Anne Crichton, 339 p.  (ISBN 2-84228-154-3)Adapté au cinéma par Hayao Miyazaki sous le titre Le Château ambulant (2004)
2. Le Château des nuages, Le Pré aux clercs, 2003 ((en) Castle in the Air, 1990), trad. Anne Crichton, 296 p.  (ISBN 2-84228-155-1)
3. La Maison aux mille détours, Ynnis, 2021 ((en) House of Many Ways, 2008), trad. Alex Nikolavitch, 230 p.  (ISBN 978-2-37697-257-0)

### SérieChrestomanci
1. Ma sœur est une sorcière, Gallimard Jeunesse, coll. « Lecture junior », 1992 ((en) Charmed Life, 1977), trad. Florence Seyvos, 316 p.  (ISBN 2-07-055102-4)
2. Les Magiciens de Caprona (en), Gallimard, coll. « Folio Junior », 2001 ((en) The Magicians of Caprona, 1980), trad. Sabine Sirat, 293 p.  (ISBN 2-07-054499-0)
3. La Chasse aux sorciers (en), Gallimard, coll. « Folio Junior », 2001 ((en) Witch Week, 1982), trad. Henri Robillot, 291 p.  (ISBN 2-07-054498-2)
4. Les Neuf Vies du magicien, Gallimard, coll. « Folio Junior », 1998 ((en) The Lives of Christopher Chant, 1988), trad. Sylvie Simon, 336 p.  (ISBN 2-07-058360-0)
5. Le Destin de Conrad, Gallimard, coll. « Folio Junior », 2005 ((en) Conrad's Fate, 2005), trad. Agnès Piganiol, 339 p.  (ISBN 2-07-057062-2)
6. (en) The Pinhoe Egg, 2006

### SérieL'Odyssée DaleMark
1. Les Sortilèges de la guiterne, Baam !, no 18, 2009 ((en) Cart and Cwidder, 1975), trad. Laurence Kiefé, 253 p.  (ISBN 978-2-2900-1456-1)
2. La Marotte noyée, Baam !, no 22, 2009 ((en) Drowned Ammet, 1977), trad. Laurence Kiefé, 376 p.  (ISBN 978-2-2900-1457-8)
3. Les Houppelandes magiques, Baam !, no 28, 2010 ((en) The Spellcoats, 1979), trad. Laurence Kiefé, 344 p.  (ISBN 978-2-2900-1575-9)
4. La Couronne du DaleMark, Baam !, no 35, 2010 ((en) The Crown of Dalemark, 1993), trad. Laurence Kiefé, 474 p.  (ISBN 978-2-2900-1576-6)

### SérieLe Terrible Seigneur des ténèbres
1. Le Terrible Seigneur des ténèbres - Livre premier, Ynnis, 2021 ((en) Dark Lord of Derkholm, 1998), trad. Magali Mangin, 448 p.  (ISBN 978-2-37697-221-1)Prix Mythopoeic 1999
2. Le Terrible Seigneur des ténèbres - Livre second, Ynnis, 2022 ((en) Year of the Griffin, 2000), trad. Magali Mangin, 223 p.  (ISBN 978-2-37697-279-2)

### Romans indépendants
- (en) Changeover, 1970
- (en) Wilkins' Tooth, 1973
- (en) The Ogre Downstairs, 1974
- (en) Dogsbody, 1975
- (en) Eight Days of Luke, 1975
- (en) Power of Three, 1976
- (en) The Homeward Bounders, 1981
- (en) he Time of the Ghost, 1981
- (en) Archer's Goon, 1984
- (en) Fire and Hemlock, 1984
- La Cité du temps, Ynnis, 2022 ((en) A Tale of Time City, 1987), trad. Magali Mangin, 496 p.  (ISBN 978-2-37697-329-4)
- (en) Wild Robert, 1989
- (en) Black Maria, 1991
- (en) A Sudden Wild Magic, 1992
- (en) Hexwood, 1993
- (en) Puss in Boots, 1999
- (en) The Game, 2007
- (en) Enchanted Glass, 2010

- Aya et la Sorcière, Ynnis, 2021 ((en) Earwig and the Witch, 2011), trad. Magali Mangin, 144 p.  (ISBN 978-2-37697-206-8)Adapté au cinéma par Goro Miyazaki sous le titre Aya et la Sorcière (2020)

- (en) The Island of Chaldea, 2014Écrit avec Ursula Jones.

### Recueils de nouvelles
- (en) Stopping for a Spell: Three Fantasies, 1993
- (en) Everard's Ride, 1995
- (en) Minor Arcana, 1996
- (en) Believing is Seeing: Seven Stories, 1999
- (en) Unexpected Magic: Collected Stories, 2004
- (en) Vile Visitors, 2012
- (en) Freaky Families, 2013
- (en) Poems, 2019

## Adaptations de son œuvre
En 2004, Hayao Miyazaki s'inspire du roman Le château de Hurle pour créer le film d'animation Le château ambulant,, lequel a été nommé pour l'Oscar du meilleur film d'animation. Christian Bale prête sa voix à Howl et Billy Crystal à Calcifer dans la traduction anglaise du film.